# Steve Coast

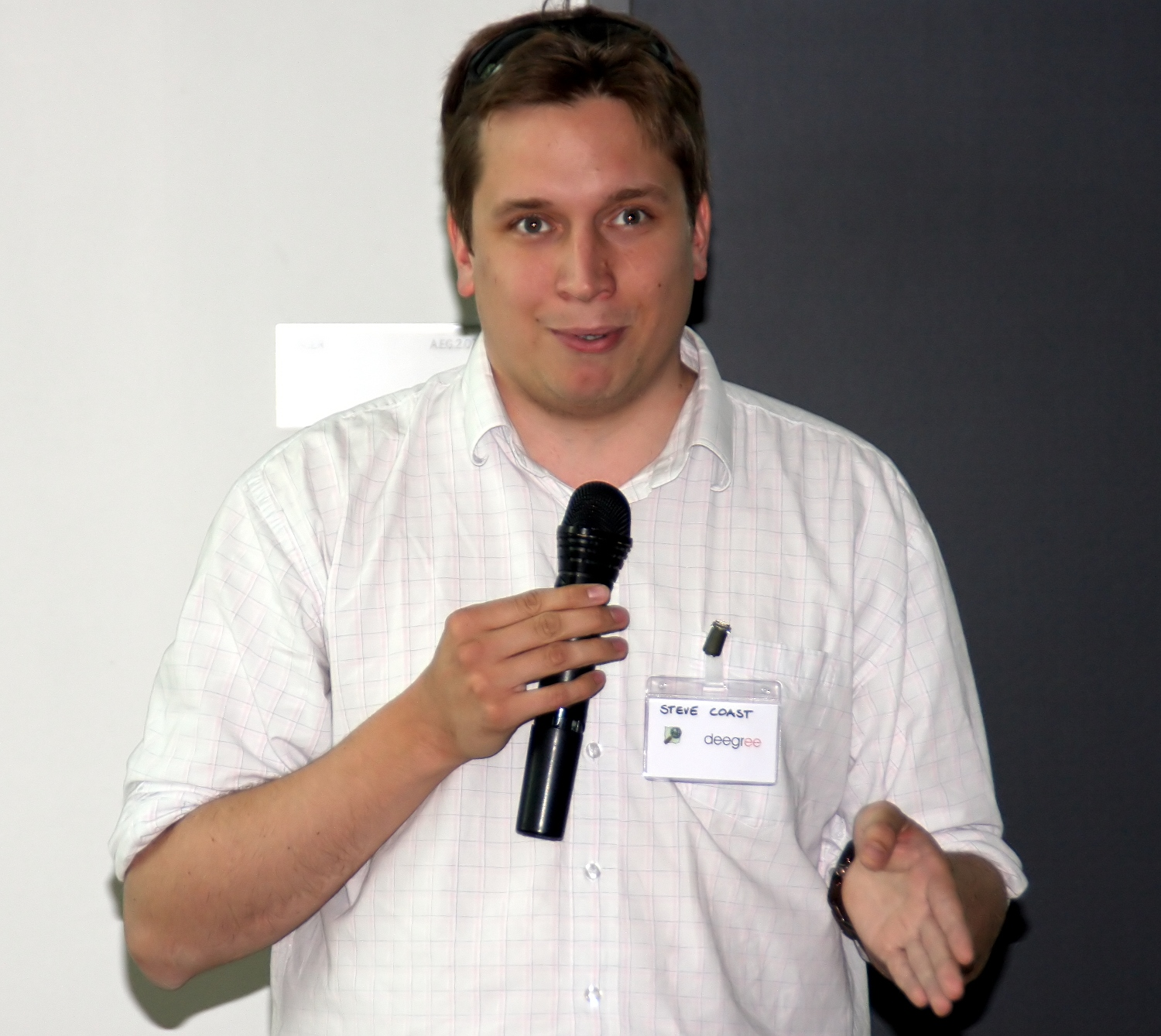
Steve Coast op de conferentie OSM in het Rheinland (mei 2009)

Steve Philip Coast (Londen, 20 december 1980) is de oprichter van OpenStreetMap en CloudMade, een geografie-gerelateerd bedrijf.
Coast groeide op in Walderslade (Kent) en Londen. Hier werkte hij als stagiair bij Wolfram Research voordat hij begon met zijn studie informatica aan het University College London. Samen met Nick Black richtte hij in 2006 het technologieadviesbureau ZXV Ltdop. 
In 2008 verhuisde hij naar San Francisco. Na een investering van Nikolaj Nyholm en Sunstone Capital werd ZKV in 2008 CloudMade. 
In 2009 verhuisde hij met zijn vrouw Hurricane Coast naar Denver, Colorado. Coast kondigde in oktober 2010 zijn overstap naar CloudMade aan, maar bleef aandeelhouder. In november 2010 verklaarde Steve Coast dat hij ging werken bij Microsoft als Principal Architect van zoekmachine Bing.  In ruil daarvoor kreeg de OpenStreetMap-gemeenschap Bing luchtfoto's (maar niet de kaartgegevens).
Op 3 september 2013 maakte Steven Coast op zijn blog bekend dat hij voor TeleNav ging werken. Hij ondersteunde de ontwikkeling van de in OSM gebruikte Scout Navigator.  In januari 2016 verliet hij TeleNav en werd consultant bij Navmii.   In maart, werd hij gerekruteerd door what3words.  In mei 2016 werd hij adviseur bij MapJam. In het najaar van 2017 trad hij in dienst bij DigitalGlobe. In het voorjaar van 2019 trad hij in dienst bij TomTom bij de afdeling Kaarten.